# Libertate, egalitate, fraternitate

Libertate, egalitate, fraternitate (în franceză Liberté, égalité, fraternité) este deviza națională a Franței. A fost folosită inițial în timpul Revoluției franceze și oficializată la sfârșitul secolului al XIX-lea. Această deviză are ca temei legal articolul 1 din Declarația Drepturilor Omului și ale Cetățeanului, adoptată în august 1789 de către Adunarea Națională (Assemblée nationale).

## Legături externe
- en Slogan of the French Republic Arhivat în 23 februarie 2013, la Wayback Machine.

  Materiale media legate de Libertate, egalitate, fraternitate la Wikimedia Commons